# Isabelawielewaal
De isabelawielewaal (Oriolus isabellae) is een wielewaal die alleen voorkomt in de Filipijnen. Het is een ernstig bedreigde endemische vogelsoort.
De Filipijnse naam voor deze vogel is Keeao.

## Kenmerken
Deze soort wordt inclusief staart 21 tot 23 centimeter lang en weegt 42 tot 50 gramr. De mannetjes en vrouwtjes van deze wielewaal van zijn gemiddelde even groot en lijken sterk op elkaar. De bovenzijde van de vogel is olijfachtig geel. De vleugels zijn grijsachtig bruin met gele uiteinden. De onderzijde is helemaal geel. De snavel en poten zijn blauwgrijsachtig tot hoornkleurig en de ogen donkerbruin met een beetje rood. De oogring rond de ogen is grijs.

## Verspreiding en leefgebied
De vogel kwam voor in de provincie Bataan op het eiland Luzon, maar is daar sinds 1947, ondanks intensief veldwerk, niet meer waargenomen. Er zijn nu nog locaties in de provincies Cagayan en Isabela op het eiland. Het leefgebied bestaat uit bamboebossen en de randen van natuurlijk bos waarin de vogel rondtrekt in kleine groepen of paartjes in het gebladerte halverwegen de boomstammen of hoger in de boomkronen.

## Status
De isabelawielewaal heeft een zeer versnipperd verspreidingsgebied en daardoor is de kans op uitsterven aanwezig. De grootte van de populatie werd in 2016 door BirdLife International geschat op 70 tot 400 individuen en de populatie-aantallen nemen af door habitatverlies. Het leefgebied wordt aangetast door ontbossing waarbij natuurlijk bos wordt omgezet in gebied voor agrarisch gebruik. Illegale houtkap en gebrekkige handhaving van natuurbeschermingswetgeving maken dat de langetermijnvooruitzichten voor het leefgebied en de overleving van deze soort zeer ongunstig zijn. Om deze redenen staat deze soort als ernstig bedreigd (kritiek) op de Rode Lijst van de IUCN.